# Era Khrushchov
A Era Khrushchov, também chamada de Época da Desestalinização, foi o período de governo soviético imposto por Nikita Khrushchov na União Soviética logo após a morte de Stálin, entre 1953 a 1964, período em que a URSS vivia os chamados processos de "Desestalinização".

## Desestalinização e o Reinício

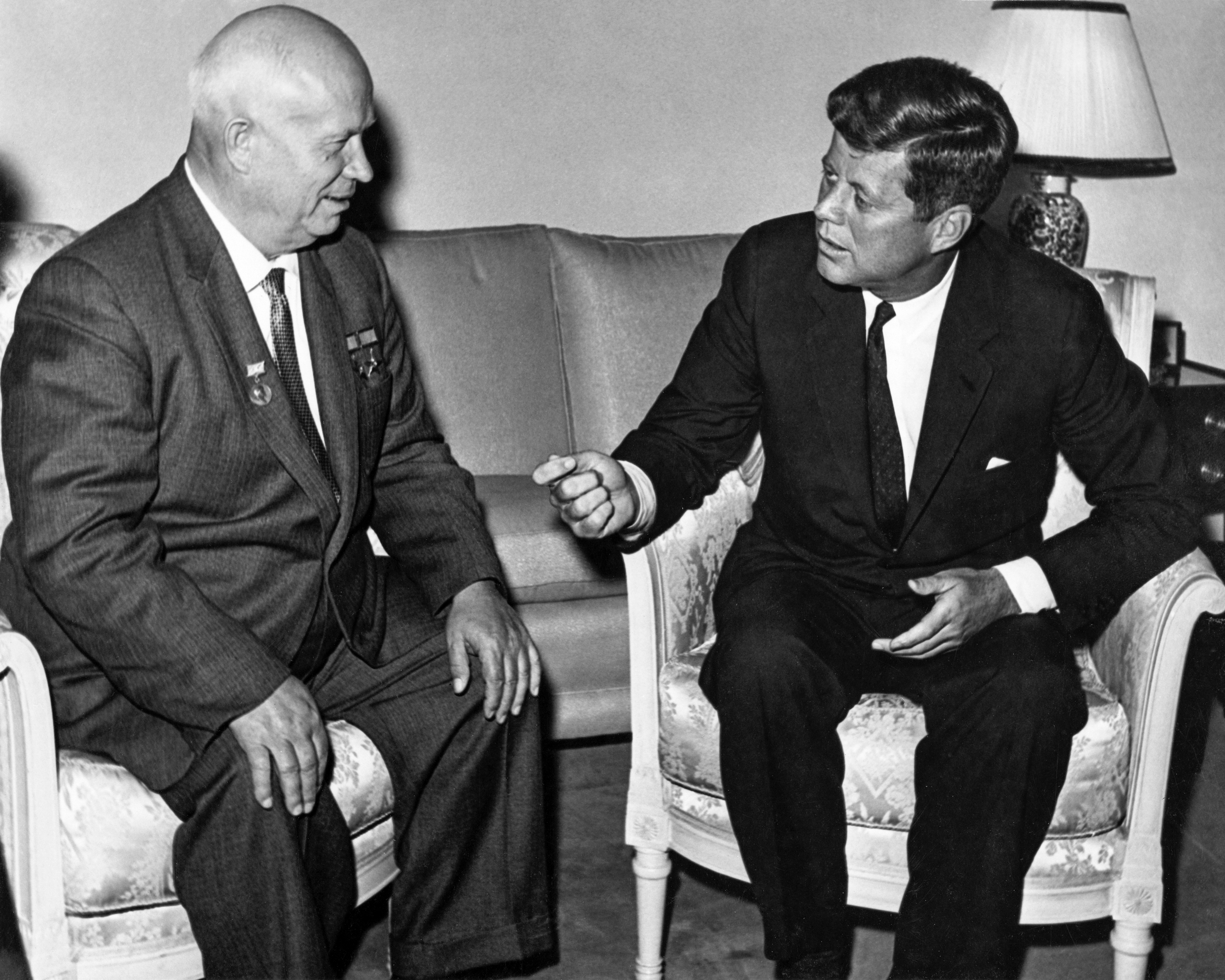
Nikita Khrushchov e John Kennedy, 12 de junho de 1961

Esta era foi marcada pelo término do sistema Stalinista, em que ocorriam diversos exílios e sistemas de trabalho forçados (Gulags) para os críticos do sistema de Stálin.
Nesta Era, houve a libertação de diversos prisioneiros políticos dos Gulags, um esforço sem precedentes foi realizado para a produção de bens de consumo, e também realizou numerosas reformas, muitas vezes citadas como precipitadas ou contraditórias, também esteve presente o Discurso secreto de Nikita Khrushchov, criticando o regime stalinista, e revelando os crimes de Stálin, e seus cultos à personalidade.

## Relações Internacionais
As diferenças nas relações internacionais também foram sentidas, o fim das hostilidades com a Coreia do Sul, e a aproximação com a Iugoslávia, de Tito.
A Guerra Fria entrava no apogeu, e a entrada da Alemanha Ocidental na OTAN, causou um certo desconforto nos governantes soviéticos, iniciando-se a criação do Pacto de Varsóvia, no qual a Iugoslávia não quis fazer parte.
No plano externo, a URSS desenvolveu sua influência internacional apoiando países de terceiro mundo recém-descolonizados.
Mas esta era foi também marcada pela deterioração das relações com a China, em torno de 1955, levando a uma ruptura, em 1961, logo após a morte de Stálin.
Khrushchov ficou conhecido no período da Guerra Fria por suas atitudes anticonvencionais e grosseiras, famoso por interromper oradores de outros países em eventos internacionais para insultá-los e por suas atitudes insólitas como tirar os sapatos e batê-los na mesa de discussões durante sessões do Conselho de Segurança das Nações Unidas ou brandir uma bota na cara do líder chinês Mao Tsé Tung ou ainda fazer comentários xenófobos e racistas sobre o povo búlgaro com o próprio premier da Bulgária.

## A Guerra Fria

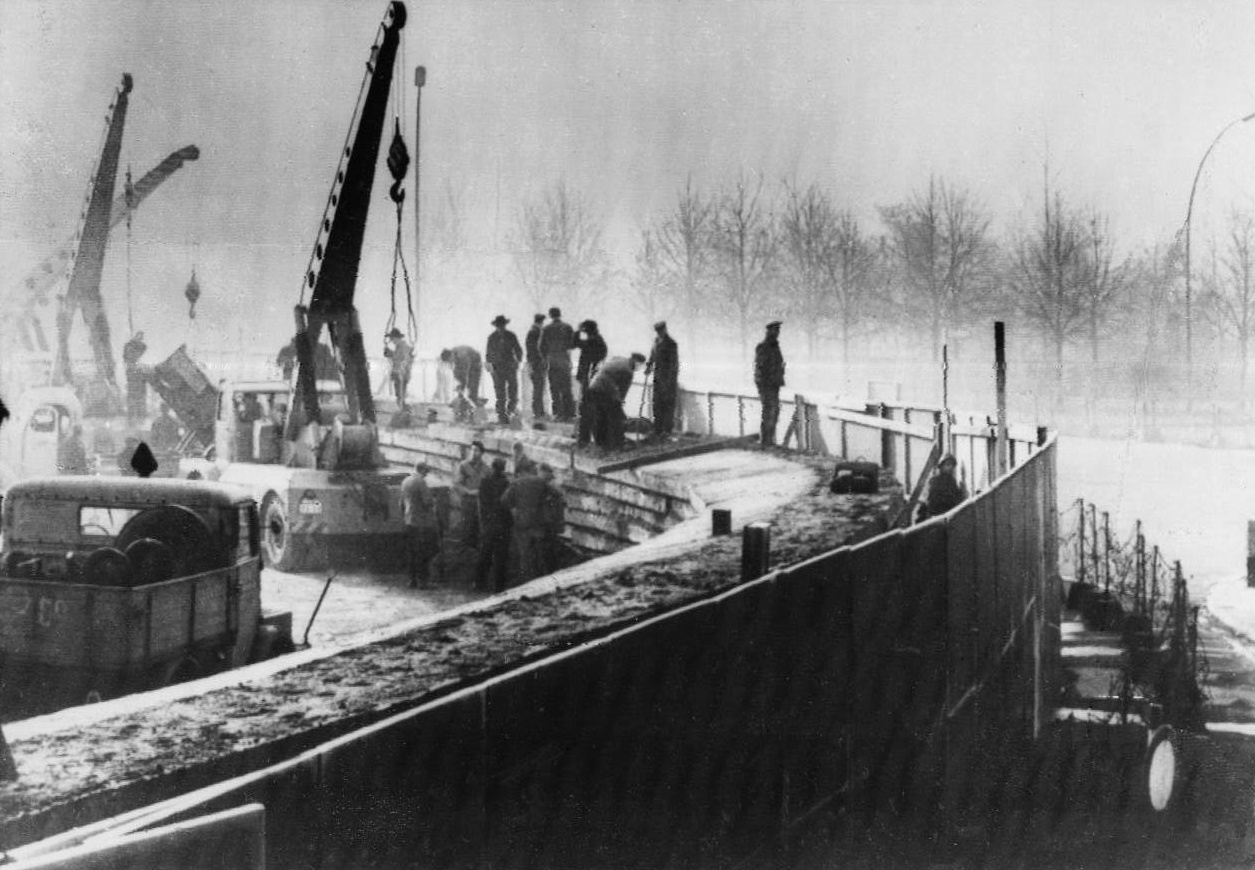
O Muro de Berlim foi construído na madrugada de 13 de agosto de 1961, durante a administração de Khrushchov

A era de Khrushchov foi marcada pela Guerra Fria, e nela, muitos eventos ocorreram, entre eles, estão a construção do Muro de Berlim, e a Crise dos mísseis de Cuba, gerando uma  crise na política externa da União Soviética, e levando a tensões e posteriores aproximações com os países capitalistas, entre eles, os Estados Unidos da América, esta crise, foi principalmente causada por diversos problemas externos, entre eles, estavam a intervenção militar na Tchecoslováquia, a rivalidade com a China (Khrushchov agitou uma bota militar na face de Mao Tse-Tung) e o fim da tutela soviética sobre o Egito.
Este período foi de muita tensão e provocações entre os dois países, como no caso da crise dos mísseis.
Uma célebre e desafiadora frase que Khrushchov disse certa vez, pode mostrar o nível da provocação:"A União Soviética faz mísseis como fábrica de salsicha".

## Corrida Espacial

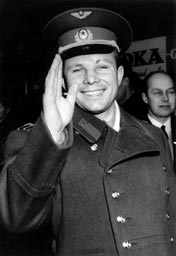
Iuri Gagarin, o primeiro homem no espaço

Khrushchov promoveu diversos projetos espaciais, e iniciou uma verdadeira corrida para ver quem chegava ao espaço primeiro, ficou conhecido como Corrida Espacial, gastando milhões em projetos que muitas vezes levavam a nada, mas as principais conquistas soviéticas, foram a chegada do primeiro ser-vivo no espaço, com a cadela Laika, e o lançamento do primeiro homem no espaço, o cosmonauta soviético Iuri Gagarin, que disse a famosa frase:
"A Terra é azul. Como é maravilhosa. Ela é incrível.", enquanto isso, os Estados Unidos da América criavam os projetos Apollo.

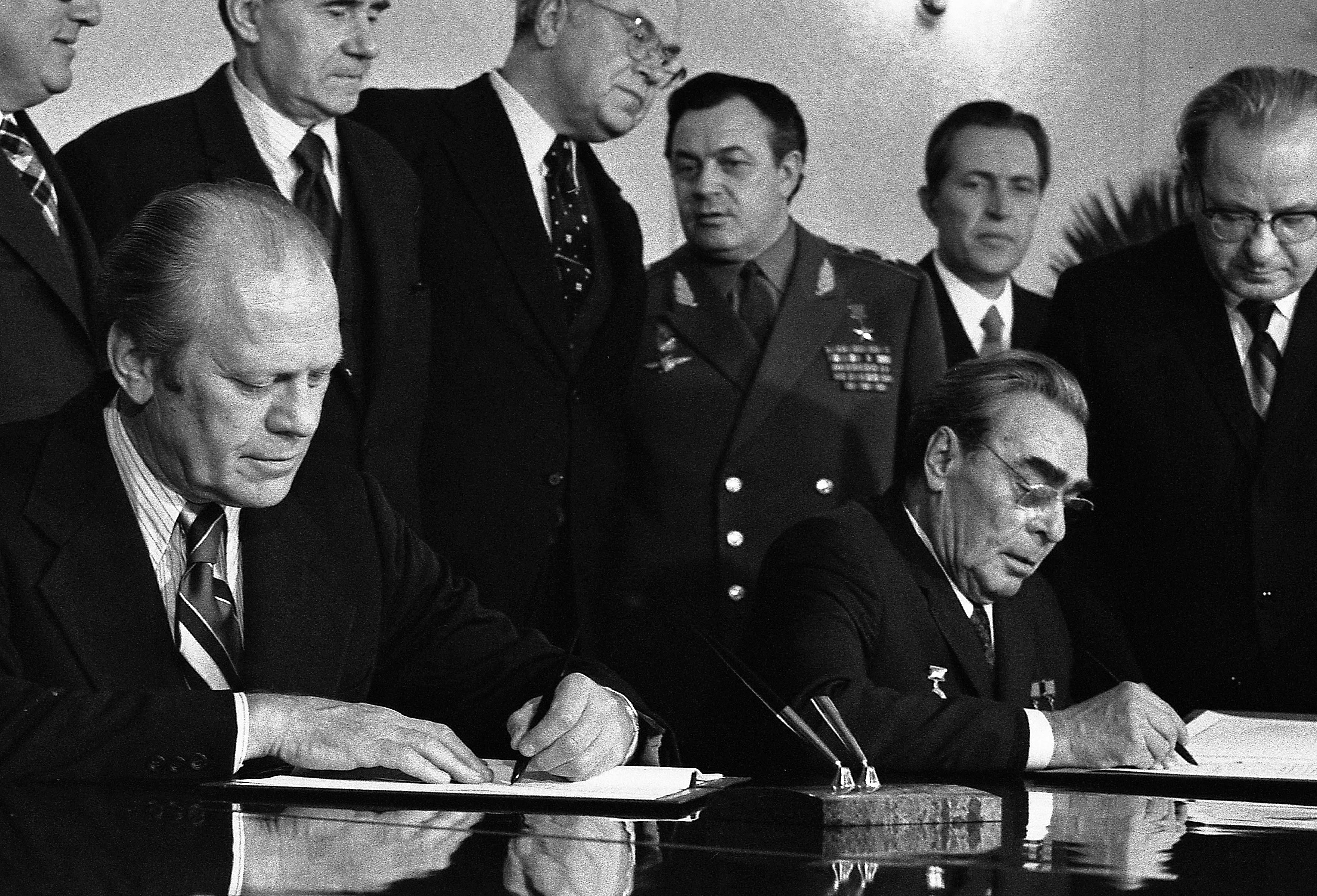
Leonid Brejnev e Gerald Ford assinam o SALT, apagando o passado de inconstantes relações entre EUA e URSS, característicos do governo Khrushchov, 24 de novembro de 1974.

## A Era Pós-Khrushchov
Em meio à crises gerais, o Politburo pressiona Khrushchov à renúncia, sendo sucedido por Leonid Brejnev.
A União Soviética que toma Brejnev tem uma ampla desunião entre os países mais próximos, uma crise profunda com a China, uma relação volátil com os Estados Unidos e uma situação interna controversa com relação ao nome de Stálin.
Inicialmente, Brejnev  tenta sanar as crises externas por meio de sua Teoria da Soberania Limitada, que afirma que os países socialistas devem estar alinhados a Moscou, para evitar cisões como aquela que destruiu as relações entre China e União Soviética.
Enquanto os problemas maiores estavam resolvidos, a Tchecoslováquia se rebelava contra a influência soviética, tendo a sua revolução esmagada por uma invasão soviética.
A Iugoslávia, governada por comunistas nacionalistas, manteve a aliança com a URSS, mas desenvolveu a crítica ao alinhamento dos países à União Soviética, apesar de manter a estabilidade política controlada pelo próprio partido comunista, e recusou a subordinação a Moscou.
A URSS de Brejnev se aproxima da China de Mao Tse-Tung, mas apesar de não alcançar os resultados planejados, alcança a neutralidade e fecha acordos comerciais com o país.
Concluindo a situação externa, Brejnev se aproveita da boa fase com os Estados Unidos da América e participa de acordos políticos, como a emigração em massa de judeus, de acordos antinucleares, como o SALT, e de acordos comerciais, como o intercâmbio entre a bebida americana Pepsi Cola e a vodka soviética Stolitchnaya.
Tendo resolvido a situação externa do país e se acertado com os Estados Unidos, o plano externo do governo de Brejnev ficou conhecido como distensão, tendo ele recebido o Prêmio Lenin da Paz, ainda que ele tenha ordenado a intervenção na revolução do Afeganistão e na Guerra do Vietnã, financiado revoluções socialistas na América Latina e África.
No plano interno, Brejnev tentou a reabilitação do nome de Stálin, e mesmo não tendo sucesso, realizou políticas consideradas stalinistas, como a extradição de críticos ao sistema, como Alexander Soljenítsin.
Sua chegada ao poder representou o declínio dos planos de Khrushchov e o retorno do stalinismo.
Em 1964, Khrushchov foi aposentado da vida política e morreu em 1971 como pensionista, a televisão soviética noticiou sua morte sem cerimônias estatais e seu obituário o descreveu como um simples pensionista.